# Jan Kobuszewski

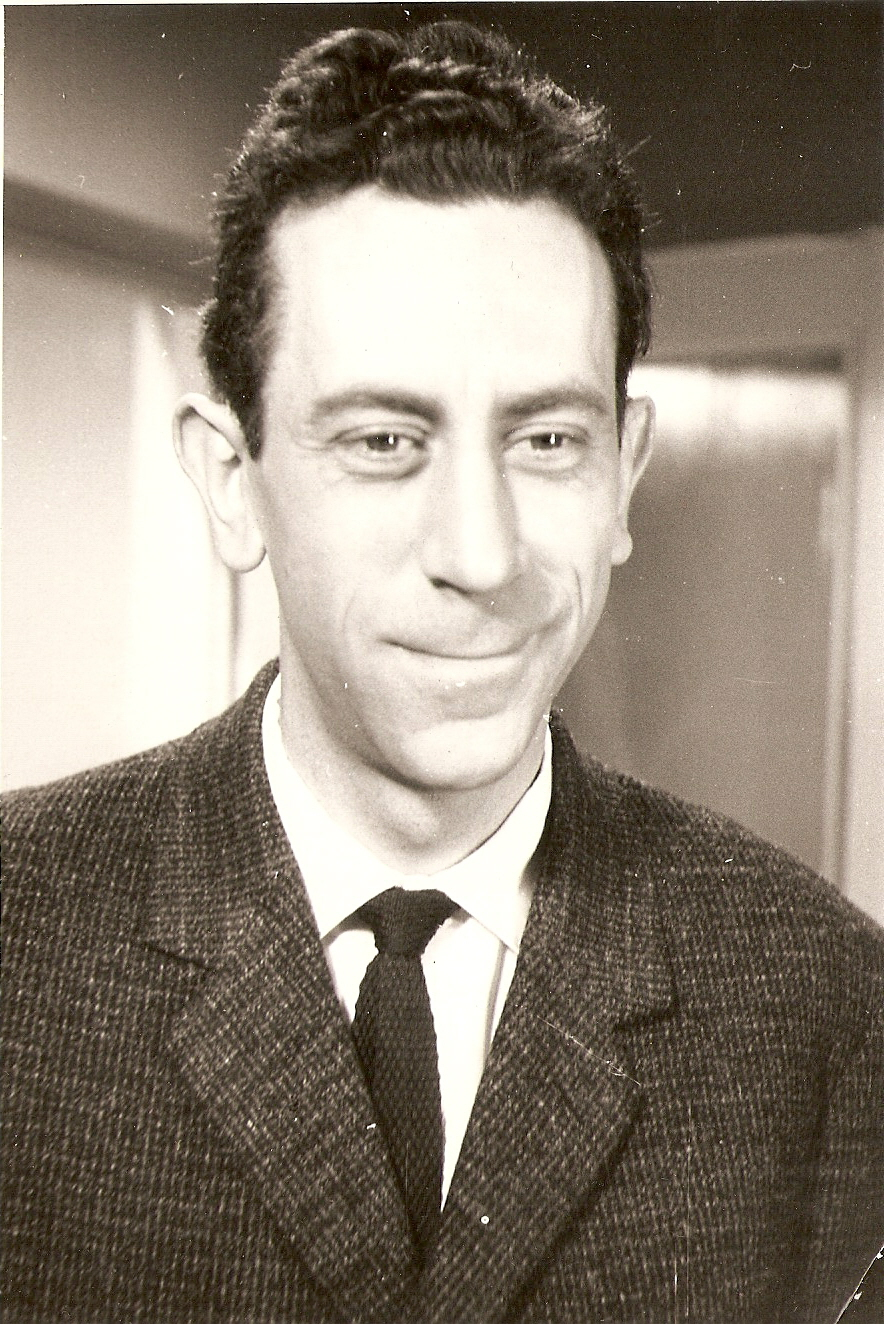
Kobuszewski w młodości

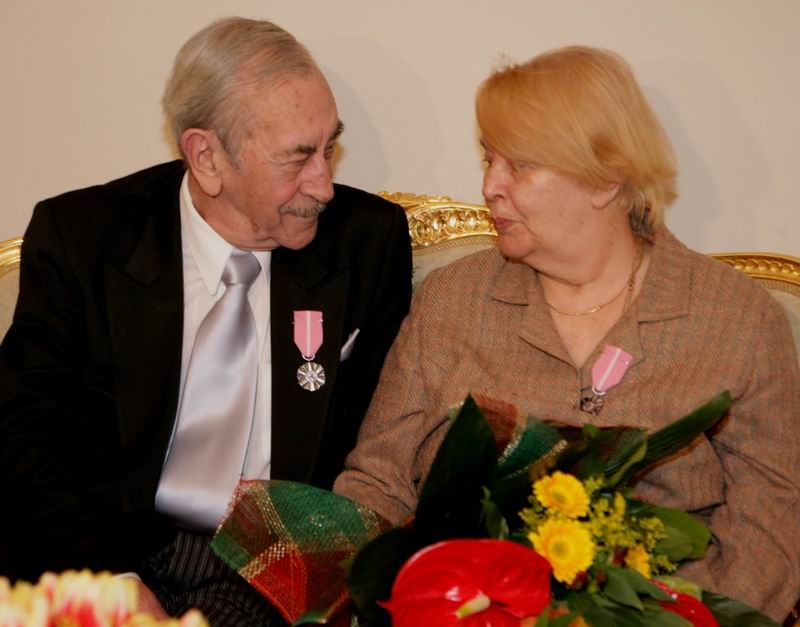
Kobuszewski z żoną, Hanną Zembrzuską-Kobuszewską (2007)

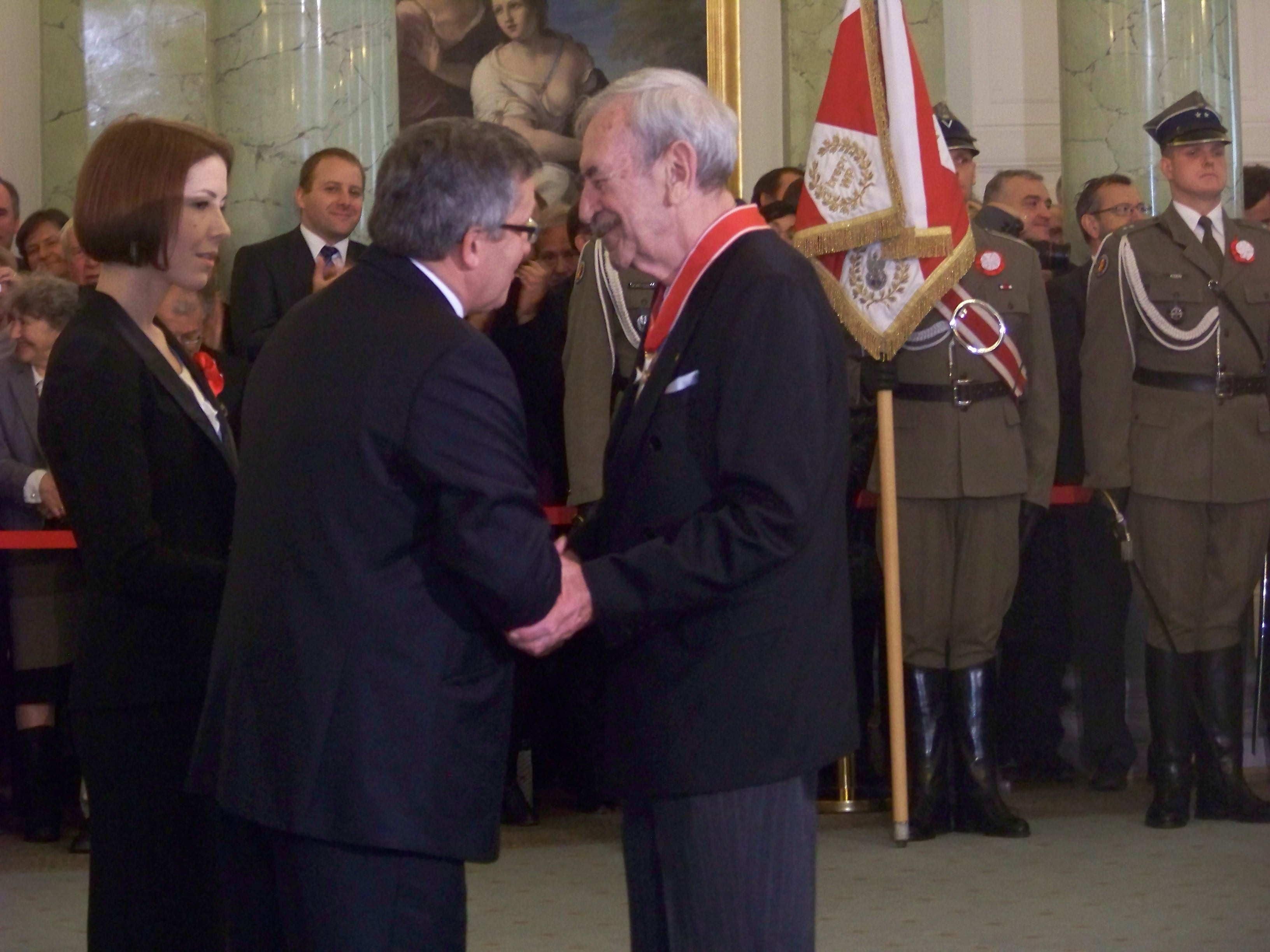
Kobuszewski odznaczany przez B. Komorowskiego Krzyżem Komandorskim z Gwiazdą Orderu Odrodzenia Polski (2012)

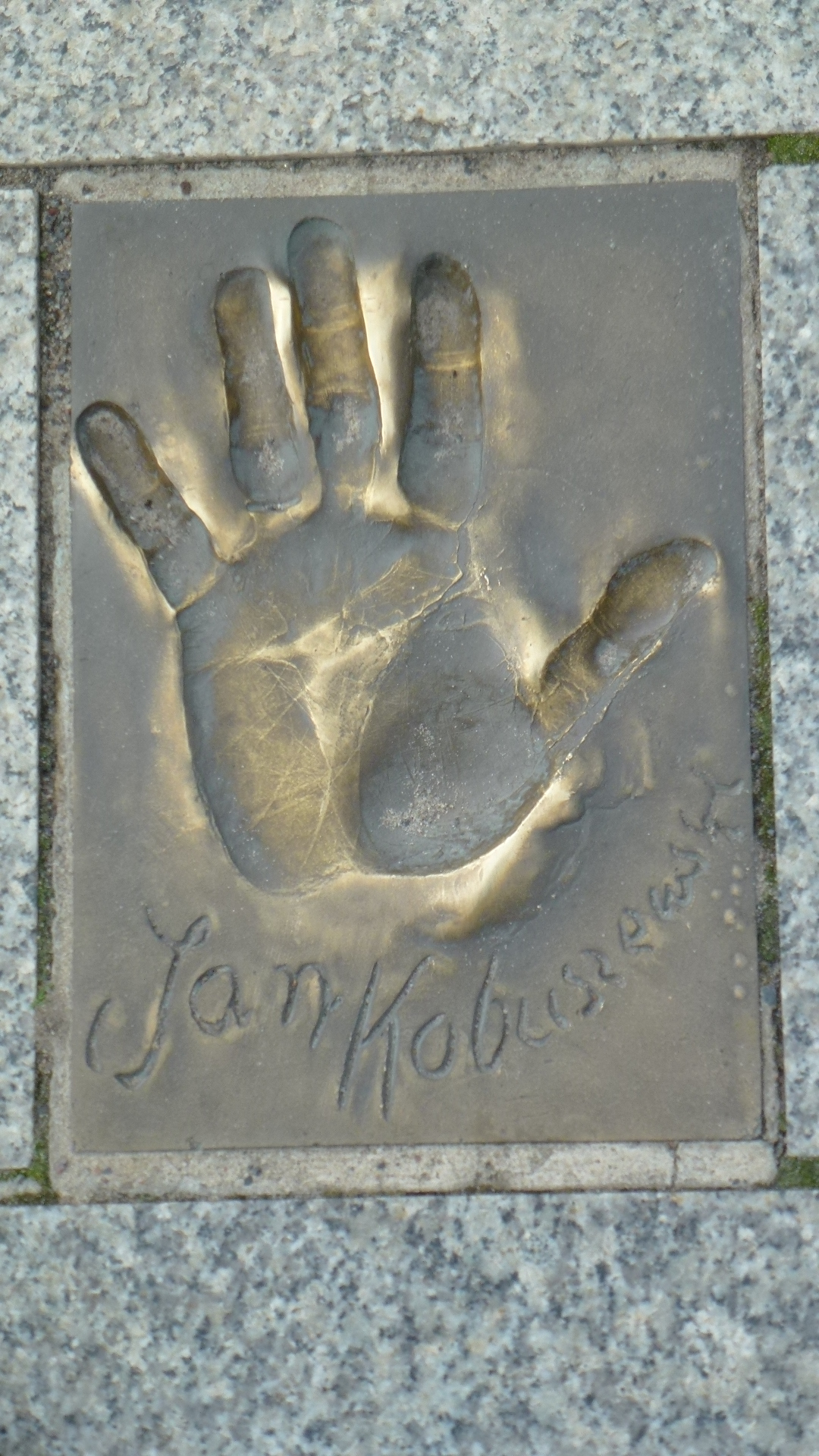
Odcisk dłoni na Promenadzie Gwiazd w Międzyzdrojach

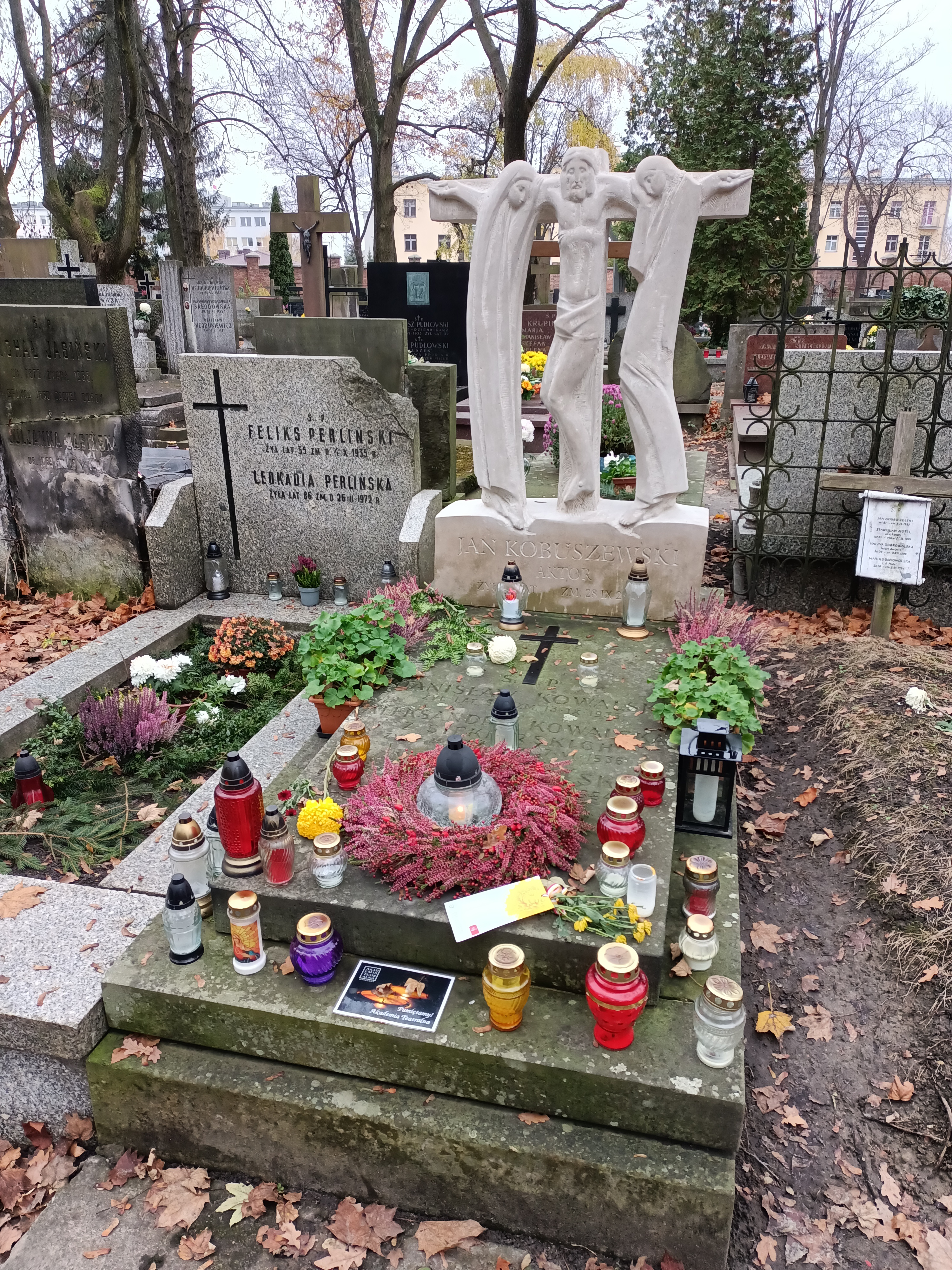
Grób Jana Kobuszewskiego na cmentarzu Powązkowskim

Jan Antoni Kobuszewski (ur. 19 kwietnia 1934 w Warszawie, zm. 28 września 2019 tamże) – polski aktor teatralny, telewizyjny i filmowy, reżyser teatralny, artysta kabaretowy oraz satyryk.
Związany był z ZAKR oraz kabaretami Dudek i Olgi Lipińskiej. Wystąpił w ok. 2 tys. programów telewizyjnych i kilkudziesięciu filmach, w tym Stanisława Barei: Poszukiwany, poszukiwana (1972), Nie ma róży bez ognia (1974) czy Brunet wieczorową porą (1976). Propozycje, które otrzymywał, obejmowały charakterystyczne, często niewielkie role. Wraz z Janem Kociniakiem był gospodarzem pierwszego cyklicznego, satyrycznego programu telewizyjnego Wielokropek (od 1963), a także odtwórcą roli tytułowej w pierwszym polskim serialu telewizyjnym Barbara i Jan. Był narratorem popularnego cyklicznego, humorystycznego programu telewizyjnego Bajka dla dorosłych. Odgrywał rolę dziadka Jacka Marii Poszepszyńskiego ze słuchowiska radiowego Rodzina Poszepszyńskich. W latach 1999–2001 na antenie telewizji Polsat współprowadził, razem z Jerzym Petersburskim jr. i Janem Kociniakiem (w latach 2000–2001), program rozrywkowy Macie, co chcecie.
Stworzył wiele kreacji teatralnych, między innymi: Lucky’ego w Czekając na Godota Samuela Becketta, Biondello w Poskromieniu złośnicy Williama Szekspira i Doktora w Dziadach Adama Mickiewicza. Reżyserował Wstrętnego egoistę Françoise Dorin i Czarującego łajdaka Pierre’a Chesnota.
W 2012 został odznaczony Krzyżem Komandorskim z Gwiazdą Orderu Odrodzenia Polski za „wybitne zasługi dla kultury polskiej i osiągnięcia w pracy artystycznej”.

## Młodość
Urodził się 19 kwietnia 1934 na Nowym Bródnie w Warszawie, w rodzinie katolickiej jako syn Aliny z domu Kowalskiej i Edwarda Kobuszewskich. Był najmłodszym z trójki dzieci, miał dwie starsze siostry: Marię (ur. 1920) i Hannę (ur. 1921), matkę aktora Wiktora Zborowskiego. Ojciec pracował jako kierownik biura sejfów w Pocztowej Kasie Oszczędności. W 1935 Kobuszewscy przeprowadzili się do Ś
ródmieścia i zamieszkali w kamienicy przy ul. Śliskiej.
Po ukończeniu stołecznego Liceum Ogólnokształcącego im. Adama Mickiewicza w 1951 zdawał egzaminy do Państwowej Wyższej Szkoły Teatralnej im. Aleksandra Zelwerowicza w Warszawie, lecz nie został przyjęty. Dopiero rok później udało mu się zdać egzaminy, gdy był już absolwentem Państwowej Szkoły Dramatycznej Teatru Lalek. Jego studenckim debiutem była Panna Maliczewska według Gabrieli Zapolskiej w reżyserii Janiny Romanówny.

## Kariera
W 1955 zadebiutował na ekranie niewielką rolą Francuza w dramacie wojennym Godziny nadziei Jana Rybkowskiego. Po ukończeniu studiów (1956) rozpoczął współpracę z Teatrem Młodej Warszawy (1956–1957), gdzie zadebiutował rolą dyplomową Cara Dormindonta w Żołnierzu i biedzie Samuiła Marszaka. Potem przeniósł się do Teatru Klasycznego (1957–1958). Następnie występował na deskach teatrów: Polskiego (1958–1964 i 1969–1975), Wielkiego (1964–1969) i Nowego w Łodzi (1975–1976).
Zagrał role dramatyczne w sztukach klasycznych, m.in. Biondello w Poskromieniu złośnicy Szekspira (1957), Pietrowicza w Płaszczu Gogola (1960), Papkina w Zemście Fredry (1962), Oswalda w Królu Learze Szekspira (1962), Lokaja – Jana Parblichenkę w Kurce wodnej Witkacego (1964) i Doktora w Dziadach Mickiewicza (1964).
W Teatrze Narodowym zagrał w spektaklach Kazimierza Dejmka, m.in. wcielił się w Mefistofelesa w Kordianie Słowackiego (1965) i Pelikana w Dziadach (1967) z Gustawem Holoubkiem w roli Gustawa-Konrada. O jego kreacji Oberona ze Snu nocy letniej Szekspira (1968) pisano, że Kobuszewski grał „z finezją i ironią”, o roli Diabła z Na szkle malowane Brylla (1970), że „z rozmachem i fantazją”.

Po jego tytułowej roli w dramacie Jan Maciej Karol Wścieklica (1966) Witkacego w reżyserii Wandy Laskowskiej w Narodowym Roman Szydłowski na łamach „Trybuny Ludu” nr 81/1966 napisał: 

Bohaterem spektaklu jest Jan Kobuszewski, znakomity w typie, ruchu, słowie. Łączył bezbłędnie realizm z groteską, był prawie Witosem, wierzchosławickim chłopem, który zostaje prezydentem, ale jednocześnie był czymś więcej, zagrał całą problematykę filozoficzną „Jana Macieja Karola Wścieklicy”.

Od 1976 do końca kariery scenicznej w 2013 był związany z Teatrem Kwadrat w Warszawie, w którym zagrał m.in. Rotmistrza w Damach i huzarach Fredry (1977), tytułowego Wstrętnego egoistę Francoise Dorin (1977) w jego reżyserii, Człowieka ze sztuki w Czy zna pan Mleczną Drogę Karla Wittlingera (1979) czy tytułowego Czarującego łajdaka Pierre’a Chesnota (1985) we własnej reżyserii.
Wystąpił ponad 2000 razy w telewizyjnych programach rozrywkowych, w tym w programach cyklicznych, jak Wielokropek (od 1963), w którym z Janem Kociniakiem tworzył duet według schematu „duży i chudy z małym i korpulentnym”, czy Muzyka lekka, łatwa i przyjemna. W latach 70. XX w. był narratorem Bajek dla dorosłych.
Był odtwórcą roli tytułowej Jana Buszewskiego, reportera w redakcji „Echa”, w serialu telewizyjnym Hieronima Przybyła i Jerzego Ziarnika Barbara i Jan (1964). Stał się znany z ról w popularnych serialach telewizyjnych Jerzego Gruzy: szefa hydraulików w Wojnie domowej (1966) czy jako Jasio, bufetowy w klubie sportowym, człowiek po przejściach – były lekkoatleta, który po latach sukcesów popadł w alkoholizm i zmarnował sobie karierę, w Czterdziestolatku (1974).

Krzysztof Demidowicz na łamach czasopisma „Film” napisał: 

Telewizyjny Kobuszewski to postać trochę z szalonej błazenady, trochę z absurdalnego świata Konstantego Ildefonsa Gałczyńskiego, a trochę bohater chaplinowski, zagubiony i pełen melancholii.

Stanisław Bareja obsadził go w rolach – hydraulika w Poszukiwany, poszukiwana (1972), listonosza w willi w Nie ma róży bez ognia (1974), kierowcy MPO przewożącego śnieg w Brunecie wieczorową porą (1976), kombinatora mieszkaniowego w Alternatywy 4 (1983) i złodzieja „Ksywy” w Zmiennikach (1986). W filmie muzycznym Hallo Szpicbródka, czyli ostatni występ króla kasiarzy (1978) Janusza Rzeszewskiego i Mieczysława Jahody zagrał tajniaka Mańkowskiego. Krzysztof Gradowski namawiał go do przyjęcia roli pana Kleksa w Akademii pana Kleksa, ale się nie zdecydował i ostatecznie zagrał Piotr Fronczewski.
Agnieszka Osiecka w Fotonostalgii napisała:

Kobuszewski jest graficzny. Powinny wszędzie wisieć plakaty, obrazy i znaki drogowe z postacią Kobuszewskiego w tańcu. Powinien powstać serial filmów animowanych pod tytułem 'Przygody młodego znaku zapytania', a w roli znaku zapytania powinien wystąpić Jan Kobuszewski. Powinien być prowadzony w szkole teatralnej i filmowej specjalny kurs pt. 'Fenomen aktorstwa Jana Kobuszewskiego', ponieważ to jest aktorstwo, które zaprzecza wszelkim banalnym kanonom. (...) Powinien, krótko mówiąc, narodzić się reżyser filmowy, który by życie poświęcił kręceniu komedii z Kobuszewskim, ponieważ warto. Tak się jednak nie stało, i Janek Kobuszewski jest zmarnowanym Chaplinem polskiego kina.

W radiowym słuchowisku Macieja Zembatego i Jacka Janczarskiego Rodzina Poszepszyńskich grał postać dziadka Jacka Marii Poszepszyńskiego. W latach 1999–2001 na antenie Polsatu współprowadził z Jerzym Petersburskim jr. program rozrywkowy Macie, co chcecie.
Występował w Kabarecie Dudek i Kabarecie Olgi Lipińskiej oraz w Kabarecie Starszych Panów.
W Teatrze Kwadrat współpracował m.in. z Marcinem Sławińskim, u którego zagrał Elwooda Dowda w przedstawieniu Mój przyjaciel Harvey (1995, 2006) Mary Chase i Anioła Stróża w Przyjaznych duszach Pam Valentine (2008). W Złodzieju Erica Chappella w reż. Janusza Majewskiego (2001) wcielił się w postać Spriggsa. W 2003 powrócił do repertuaru klasycznego i wystąpił w Kwadracie w roli Pantalona w Słudze dwóch panów Carla Goldoniego w inscenizacji Waldemara Matuszewskiego.

## Życie prywatne
W 1956 zawarł związek małżeński z Hanną Zembrzuską, z którą miał córkę, Marynę. Był wujem Wiktora Zborowskiego.
Zmarł 28 września 2019. Został pochowany w grobie rodzinnym na cmentarzu na Starych Powązkach w Warszawie (kwatera 284a-3-13).

## Publikacje
- Robert Mirosław Łukaszuk: Jan Kobuszewski. Patrzę w przyszłość (i przeszłość) z uśmiechem i radością... Edycja Świętego Pawła, 2008. ISBN 978-83-7424-420-6.
- Hanna Zborowska: Humor w genach. Nisza, 2011. ISBN 978-83-62795-01-7.

## Filmografia

### Filmy fabularne (kinowe i telewizyjne)
| Rok  | Tytuł                                                  | Rola                                                          | Uwagi                                                         |
| ---- | ------------------------------------------------------ | ------------------------------------------------------------- | ------------------------------------------------------------- |
| 1955 | Godziny nadziei                                        | Francuz                                                       | wojenny, reżyseria: Jan Rybkowski                             |
| 1956 | Warszawska syrena                                      | rybak                                                         | baśniowy, reżyseria: Tadeusz Makarczyński, Stanisław Bareja   |
| 1957 | Ewa chce spać                                          | Marian, kochanek Biernackiej – mieszkanki hotelu robotniczego | komedia, reżyseria: Tadeusz Chmielewski                       |
| 1958 | Kalosze szczęścia                                      | plutonowy Franek „Ważny”                                      | fantasy, reżyseria: Antoni Bohdziewicz                        |
| 1959 | Zamach                                                 | konspirant Jurek                                              | wojenny, reżyseria: Jerzy Passendorfer                        |
| 1960 | Szczęściarz Antoni                                     | szewc Fijałkowski                                             | komedia, reżyseria: Halina Bielińska, Włodzimierz Haupe       |
| 1960 | Ostrożnie Yeti                                         | więzień-skrzypek                                              | komedia, reżyseria: Andrzej Czekalski                         |
| 1961 | Anatomia morderstwa                                    | Paul Biegler (polski dubbing)                                 | kryminalny, reżyseria dubbingu: Zofia Dybowska-Aleksandrowicz |
| 1961 | Złoto                                                  | kelner                                                        | psychologiczny, reżyseria: Wojciech Jerzy Has                 |
| 1961 | Kwiecień                                               | Paweł                                                         | psychologiczny, reżyseria: Witold Lesiewicz                   |
| 1962 | Klub kawalerów                                         | Nieśmiałowski                                                 | komedia, reżyseria: Jerzy Zarzycki                            |
| 1962 | Jadą goście jadą...                                    | Firydus, celnik kontrolujący bagaż                            | komedia, reżyseria: Romuald Drobaczyński                      |
| 1963 | Żona dla Australijczyka                                | dostawca z delikatesów                                        | komedia, reżyseria: Stanisław Bareja                          |
| 1963 | Smarkula                                               | taksówkarz                                                    | komedia, reżyseria: Leonard Buczkowski                        |
| 1963 | Naprawdę wczoraj                                       | barman na bankiecie                                           | psychologiczny, reżyseria: Jan Rybkowski                      |
| 1963 | Byłem Montgomerym                                      | gubernator Gibraltaru (polski dubbing)                        | wojenny, reżyseria: Maria Olejniczak                          |
| 1963 | Trzy światy Guliwera                                   | król państwa Brobdingnag (polski dubbing)                     | przygodowy, reżyseria: Jerzy Twardowski                       |
| 1965 | Zawsze w niedziele. Niedziela druga                    | Ziobro, trener Piotra                                         | sportowy, reżyseria: Ryszard Ber                              |
| 1966 | Piekło i niebo                                         | scenarzysta                                                   | komedia fantasy, reżyseria: Stanisław Różewicz                |
| 1966 | Nowy pracownik                                         | lekarz zakładowy                                              | obyczajowy, reżyseria: Jerzy Ziarnik                          |
| 1967 | Zmartwychwstanie Offlanda                              | sierżant Drue                                                 | komedia, reżyseria: Jerzy Zarzycki                            |
| 1969 | Ciężkie czasy dla gangsterów                           | Pierre „Felix” Mazaud (polski dubbing)                        | komedia, reżyseria: Maria Olejniczak                          |
| 1969 | Nowy                                                   | lekarz zakładowy                                              | obyczajowy, reżyseria: Jerzy Ziarnik                          |
| 1969 | Siódmy rok miłości                                     | Günter Heim (polski dubbing)                                  | obyczajowy, reżyseria: Tomasz Listkiewicz                     |
| 1970 | Włoch w Argentynie                                     | inżynier Marucchelli (polski dubbing)                         | komedia, reżyseria: Henryka Biedrzycka                        |
| 1970 | Zbrodnia i kara                                        | Łużyn (polski dubbing)                                        | dramat, reżyseria: Zofia Dybowska-Aleksandrowicz              |
| 1970 | Pogoń za Adamem                                        | dystrybutor filmów w Ameryce Południowej                      | psychologiczny, reżyseria: Jerzy Zarzycki                     |
| 1971 | Niebieskie jak Morze Czarne                            | kabareciarz                                                   | komedia, reżyseria: Jerzy Ziarnik                             |
| 1971 | Kłopotliwy gość                                        | lekarz w PZMC                                                 | komedia, reżyseria: Jerzy Ziarnik                             |
| 1972 | Poszukiwany, poszukiwana                               | hydraulik                                                     | komedia, reżyseria: Stanisław Bareja                          |
| 1974 | Nie ma róży bez ognia                                  | listonosz w willi                                             | komedia, reżyseria: Stanisław Bareja                          |
| 1976 | Brunet wieczorową porą                                 | kierowca MPO przewożący śnieg                                 | komedia, reżyseria: Stanisław Bareja                          |
| 1978 | Hallo Szpicbródka, czyli ostatni występ króla kasiarzy | tajniak Mańkowski                                             | musical, reżyseria: Janusz Rzeszewski, Mieczysław Jahoda      |
| 1979 | ...Cóżeś ty za pani...                                 | Jan Dobosz                                                    | wojenny, reżyseria: Tadeusz Kijański                          |
| 1982 | Miłość ci wszystko wybaczy                             | komik Tadeusz                                                 | biograficzny, reżyseria: Janusz Rzeszewski                    |
| 1983 | Lata dwudzieste... lata trzydzieste...                 | Fuks                                                          | muzyczny, reżyseria: Janusz Rzeszewski                        |
| 1984 | Miłość z listy przebojów                               | Gustaw                                                        | musical, reżyseria: Marek Nowicki                             |
| 1985 | Mrzonka                                                | Białoskórnik                                                  | komediodramat, reżyseria: Janusz Majewski                     |
| 1992 | Jacek i Placek                                         | Narrator (głos)                                               | animowany, reżyseria: Leszek Gałysz                           |
| 1998 | Złoto dezerterów                                       | ojciec Habera                                                 | komedia, reżyseria: Janusz Majewski                           |
| 1999 | Przygody dobrego wojaka Szwejka                        | feldkurat Katz                                                | satyryczny, reżyseria: Włodzimierz Gawroński                  |
| 2007 | Ryś                                                    | Ciemny, człowiek „Kredy”                                      | komedia, reżyseria: Stanisław Tym                             |
| 2010 | Dr Charakter przedstawia                               | Profesor (głos)                                               | animowany, reżyseria: Piotr Dumała                            |

### Seriale telewizyjne
| Rok       | Tytuł                              | Rola                                                                                   | Uwagi                                                         |
| --------- | ---------------------------------- | -------------------------------------------------------------------------------------- | ------------------------------------------------------------- |
| 1964      | Barbara i Jan                      | Jan Buszewski, fotoreporter w redakcji „Echa”                                          | obyczajowy, reżyseria: Hieronim Przybył, Jerzy Ziarnik        |
| 1966      | Wojna domowa                       | szef hydraulików (odcinek: 9)                                                          | komediowy, reżyseria: Jerzy Gruza                             |
| 1968      | Napad stulecia                     | Michael Donegan                                                                        | kryminalny, reżyseria: Henryka Biedrzycka                     |
| 1974      | Czterdziestolatek                  | Jasio, bufetowy w klubie sportowym (odcinek: 5)                                        | komediowy, reżyseria: Jerzy Gruza                             |
| 1978      | Życie na gorąco                    | major Cuperly (odcinek: 6)                                                             | sensacyjny, reżyseria: Andrzej Konic                          |
| 1983–1989 | Przygód kilka wróbla Ćwirka        | wszystkie postacie (głos)                                                              | animowany, reżyseria: różni                                   |
| 1983      | Alternatywy 4                      | kombinator mieszkaniowy (odcinki: 1-2)                                                 | komediowy, reżyseria: Stanisław Bareja                        |
| 1984–1989 | O dwóch takich, co ukradli księżyc | Narrator (głos)                                                                        | animowany, reżyseria: Leszek Gałysz                           |
| 1985      | 5 dni z życia emeryta              | dozorca Józef Namiastka                                                                | obyczajowy, reżyseria: Edward Dziewoński                      |
| 1986      | Zmiennicy                          | złodziej „Ksywa” (odcinki: 12, 15)                                                     | komediowy, reżyseria: Stanisław Bareja                        |
| 1992      | Film pod strasznym tytułem         | Narrator (głos)                                                                        | animowany, reżyseria: Leszek Gałysz                           |
| 1993      | Czterdziestolatek. 20 lat później  | włamywacz Jasio (odcinek: 5)                                                           | komediowy, reżyseria: Jerzy Gruza                             |
| 1994–1997 | Sceny z życia smoków               | smok Zygmunta (głos; odcinki: 1-5)                                                     | animowany, reżyseria: różni                                   |
| 1997–1998 | Klan                               | fotograf                                                                               | opera mydlana, reżyseria: różni                               |
| 1999–2000 | Graczykowie                        | Półpielec (odcinki: 5, 7, 10, 20-21, 37, 43)                                           | komediowy, reżyseria: Ryszard Zatorski, Krzysztof Jaroszyński |
| 2005–2007 | Codzienna 2 m. 3                   | Anatol Gawlik (odcinki: 12-15, 17-18, 31-34, 36-42, 46-47, 49-53, 57-59, 63-65, 67-71) | komediowy, reżyseria: różni                                   |
| 2006      | U fryzjera                         | Błażej Grzegorz, dziadek Grzegorza (odcinek: 1)                                        | sitcom, reżyseria: Wojciech Adamczyk                          |
| 2010      | Mała matura 1947                   | potworny wujaszek (odcinek: 4)                                                         | obyczajowy, reżyseria: Janusz Majewski                        |

## Dubbing (gry komputerowe)
- 1999: Wrota Baldura – narrator (zdarzenia w śnie)
- 2000: Pompei: Legenda Wezuwiusza –
  - Fruktus,
  - Oberżysta Dionizos
- 2001: Baldur’s Gate II: Tron Bhaala – Jan Jansen

## Ordery, odznaczenia, nagrody i wyróżnienia
polskie odznaczenia cywilne
- Złoty Krzyż Zasługi (1975)
- Krzyż Kawalerski Orderu Odrodzenia Polski (1979)
- Krzyż Komandorski Orderu Odrodzenia Polski (1998)[17]
- Krzyż Komandorski z Gwiazdą Orderu Odrodzenia Polski (2012) za wybitne zasługi dla kultury polskiej, za osiągnięcia w pracy artystycznej[18]
- Odznaka Zasłużony Działacz Kultury (1981)
- Złoty Medal „Zasłużony Kulturze Gloria Artis” (2006)
- Medal za Długoletnie Pożycie Małżeńskie (2007)

inne
- Złoty Ekran (1977)
- Złota Odznaka Honorowa Towarzystwa Polonia (1987)
- Superwiktor (2005)

## Upamiętnienie
W 2022 jego imię nadano Scenie Kameralnej w Teatrze Kwadrat.